# 4.
◄ | 1. stoljeće pr. Kr. | 1. stoljeće | 2. stoljeće | ►
◄ | 20-ih pr. Kr. | 10-ih pr. Kr. | 0-ih pr. Kr. | 0-ih | 10-ih | 20-ih | 30-ih | ►
◄◄ | ◄ | 1. | 2. | 3. | 4. | 5. | 6. | 7. | ► | ►►
Astronomija • Književnost • Kršćanstvo

## Događaji
- 26. lipnja: Augustus posvaja Tiberija i Agripu Postumusa
- Tiberije preuzima vladavinu u Germaniji
- Pod Konzulima Sextus Aelius Catus i Gaius Sentius Saturninus pokreće se Lex Aelia Sentia, zakon kojim je regulirano oslobađanje robova

## Smrti
- Gaius Caesar, najstariji sin Markusa Vipsanija Agripe

## Vanjske poveznice
|  | Zajednički poslužitelj ima još gradiva o temi 4. |